# 北海道道208号比宇厚賀停車場線
北海道道208号比宇厚賀停車場線（ほっかいどうどう208ごう びうあつがていしゃじょうせん）は、北海道新冠郡新冠町と沙流郡日高町を結ぶ一般道道（北海道道）である。

## 概要

### 路線データ
- 起点：北海道新冠郡新冠町字美宇（北海道道71号平取静内線交点）
- 終点：北海道沙流郡日高町字厚賀町（旧JR北海道 日高本線 厚賀駅跡）
- 総延長：15.9km

## 歴史
- 1954年（昭和29年）3月30日 - 71号として路線認定[1]。
- 1994年（平成6年）10月1日 - 路線番号を208号に変更[2]。

## 路線状況

### 重複区間
- 日高町字厚賀町（国道235号）

### 主な橋梁
- 比宇橋 - 新冠町字美宇
- 茶良瀬橋 - 新冠町字美宇-日高町字正和
- ブケマ橋 - 日高町字豊田-新冠町字東川
- 赤無橋 - 新冠町字共栄

## 地理

### 通過する自治体
- 日高振興局
  - 新冠郡新冠町
  - 沙流郡日高町

※新冠町→日高町→新冠町→日高町の順に通過する。

### 主な接続道路
新冠町
- 北海道道71号平取静内線 - 美宇（起点）
- 北海道道1026号新冠平取線 - 東川

日高町
- 日高自動車道日高厚賀IC - 字美原
- 国道235号 - 厚賀町（重複）

### 沿線にある施設など
日高町
- 門別警察署厚賀駐在所 - 厚賀町147-15
- 厚賀郵便局 - 厚賀町156-57